# 格倫采克山

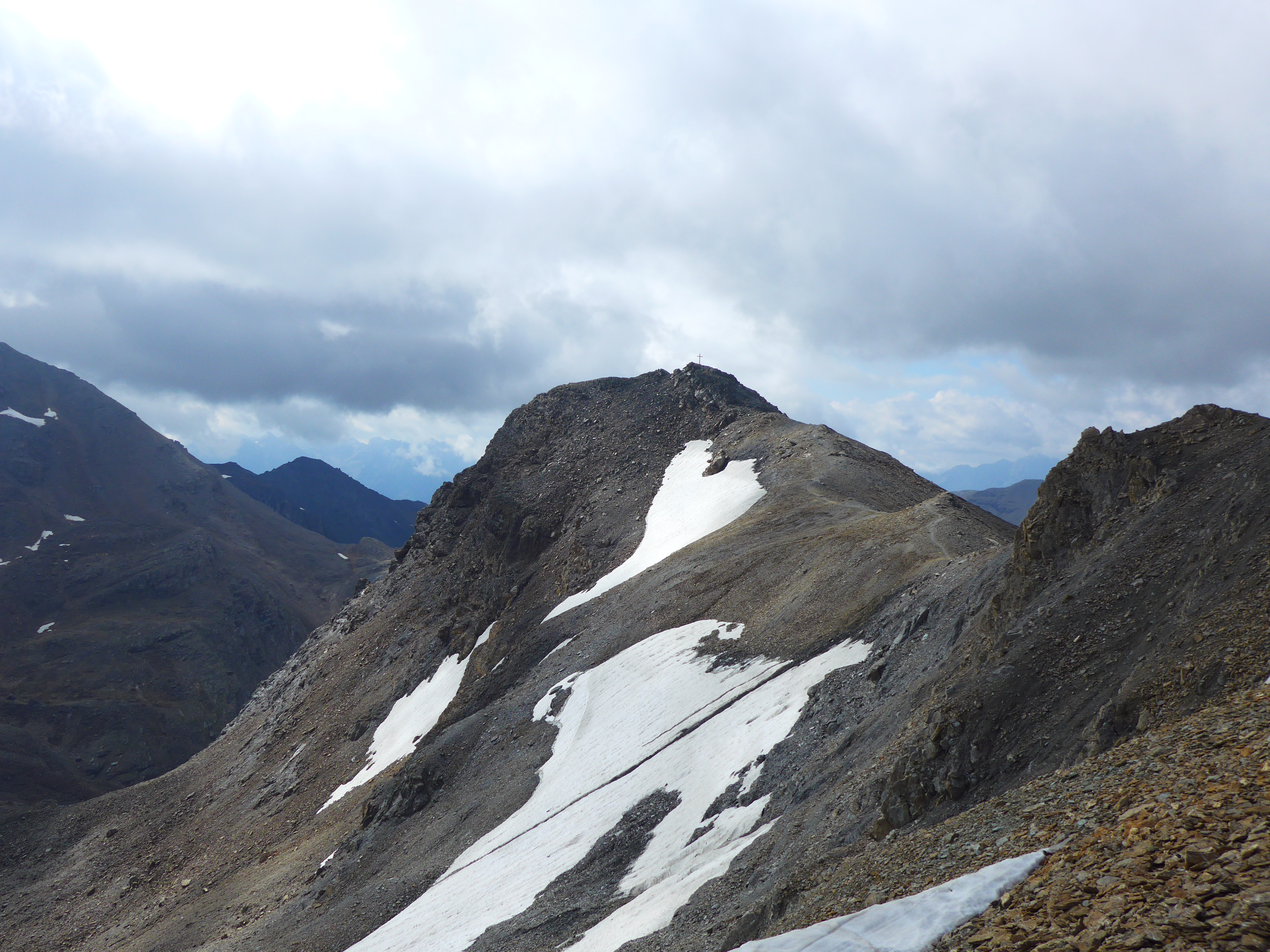

46°51′59″N 10°13′58″E / 46.86636°N 10.23275°E
格倫采克山（德語：Grenzeckkopf），是中歐的山峰，位於瑞士和奧地利接壤的邊境，屬於錫爾夫雷塔阿爾卑斯山脈的一部分，海拔高度3,048米，距離布賴特克羅訥山0.7公里，每年平均降雨量1,367毫米。